# Thunder 1 de Cambli
Le Thunder 1 de Cambli International est un véhicule blindé et tactique conçu pour la police et construit par Cambli Groupe Tactique & Division Militaire de Saint-Jean-sur-Richelieu, Québec.
Le véhicule blindé léger 4X4 (VBL)  est fondée sur la plateforme de Cambli, le 7500 SFA. Le véhicule est blindé et à l'épreuve des balles tout comme les vitres du véhicule. Cette protection lui permet de résister à des armes de haut calibre.
Le véhicule est vendu à des organismes civils ou des services de police au Canada et aux États-Unis.Le Thunder 1 a été conçu pour les organismes d'application de la loi recherchant un véhicule fiable, et repose sur une véritable plate-forme de camion. La plate-forme du Thunder 1 est entièrement légale, considérant qu'elle est construite à l'intérieur des limites du châssis et les essieux.

## Commandes
Jusqu'à présent, le véhicule a été vendu à 
- Service de Police de Vancouver – 1 livré en 2010[2] depuis l'appel d'offres après 2008[3]
- La Police régionale de York (en) – 1 livré en 2011[4]
- Police Provinciale de l'Ontario – 2 livrés en 2012 [5]
- Le Service de police de la Ville de Québec – 1 livré en 2012[6]
- Le Service de police de la Ville de Montréal – 1 livré en 2013[7]